# Pteromys
Genre
Les ptéromys (pteromys) sont un genre de rongeurs de la famille des Sciuridés. Ce genre d’écureuils volants, très semblable au genre Glaucomys, sont généralement désignées sous le nom de polatouche.
Constitué de deux espèces, le genre est très largement présent dans les zones les plus septentrionales du continent eurasiatique. Très largement répandues sur l’archipel japonais où elles ont gagnées en popularité à la faveur de la culture populaire japonaise et de la photographie animalière, elles sont parfois indistinctement désignés sous l’appellation japonaise de momonga (摸摸具和 ; 飛鼠).

## Description
Ces petits écureuils aux grands yeux ronds, ont des mœurs nocturnes et aiment nicher dans de petites cavités dans les troncs. Pour se déplacer, ils utilisent leur patagium, une membrane qui s'étendent de leurs poignets jusqu'aux chevilles afin de glisser d'arbre en arbre. Leurs longue queue d’aplatie leurs permet de planer jusqu'à 135 m de longueur. Ils se nourrissent de noix, de graines, de fruits, de bourgeons, d'écorce et d'insectes.

## Liste des espèces
- Le Polatouche de Sibérie (Pteromys volans) Linnaeus, 1758.
- Le Polatouche du Japon (Pteromys momonga) Temminck, 1844.

## Dans la culture populaire
Par l’intermédiaire de la culture japonaise contemporaine, les espèces du genre pteromys sont souvent mises en avant, plus particulièrement le polatouche de sibérie présent sur l’île d’Hokkaidō, très populaire auprès des photographes animalier.
- Dans le jeu-vidéo Final Fantaisy XIV, le ptéromys, désigné sous le nom vernaculaire de momonga est une mascotte obtenable par le joueur[1].
- Dans le jeu de cartes à jouer et à collectionner Yū-gi-oh!, un ptéromys apparaît en tant que monstre, sous le nom de « Momonga Agile »[2]

- Dans la franchise cross-média Pokémon, le Pokémon Emolga est décrit comme un Pokémon ptéromys.